# Johann Salomo Semler
Johann Salomo Semler (18. prosince 1725 Saalfeld – 14. dubna 1791) byl německý církevní historik a biblický komentátor.

## Život
Narodil se v Saalfeldu v Durynsku jako syn chudého duchovního. Vyrůstal v pietistickém prostředí, které ho velmi ovlivnilo, ač se sám pietistou nikdy nestal. V sedmnácti letech nastoupil na univerzitu v Halle, kde se stal žákem, později asistentem a nakonec editorem literární pozůstalosti profesora Baumgartena. V roce 1749 přijal titul profesora. Od roku 1751 vyučoval historii a filologii a od roku 1752 se stal profesorem teologie na univerzitě v Halle. Po smrti Baumgartena v roce 1757 se stal Semler hlavou hallské teologické fakulty.